# Anthobium fusculum
Anthobium fusculum är en skalbaggsart som först beskrevs av Wilhelm Ferdinand Erichson 1839.  Anthobium fusculum ingår i släktet Anthobium, och familjen kortvingar. Arten är reproducerande i Sverige.